# Assien Bohmers

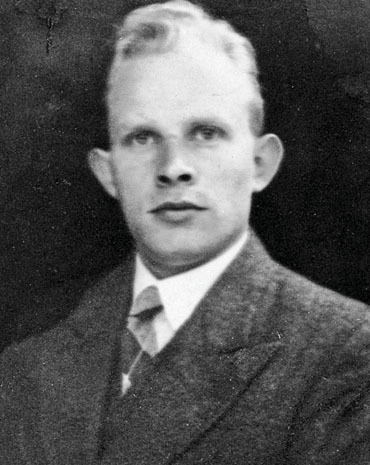
Assien Bohmers c. 1937

Johan Christiaan (Assien) Bohmers (ook: Bommers, Böhmers en Bëmmers; Zutphen, 16 januari 1912 - Göteburg, 1 mei 1988) was een Nederlands geoloog en archeoloog, in het bijzonder specialist Oude Steentijd.
In de jaren '30 en '40 werkte hij voor de SS-organisatie Ahnenerbe. Bohmers was van 1945 tot 1965 als archeoloog verbonden aan het Biologisch-Archeologisch Instituut van de Rijksuniversiteit Groningen. Hij was in de jaren '50 en '60 bekend door zijn onderzoek naar de oude- en middensteentijd in Nederland.

## Leven en loopbaan

### Jonge jaren
Bohmers was de zoon van ziekenverpleger Hendrik Willem Bohmers (1862–1943) uit Zutphen en Lolkje Uiterwijk uit Harlingen. Bohmers heeft altijd belangstelling gehad voor Friesland waar zijn moeder vandaan kwam. Na de HBS studeerde Bohmers geologie en paleontologie aan de Universiteit van Amsterdam. Hij woonde op kamers bij Koos Vorrink en zijn vrouw.
Tijdens zijn studie werd hij lid van de Arbeiders Jeugd Centrale (AJC), de jeugdorganisatie van de Sociaal-Democratische Arbeiderspartij (SDAP), voornamelijk onder invloed van zijn verloofde Wytske Hofstra. Met Wytske wilde hij een gezin in Friesland beginnen. Wytske stierf echter plotseling in 1932 aan een nierziekte.
In 1937 promoveerde Bohmers op een proefschrift over uitgestorven inktvissen. Later in de jaren dertig kwam Bohmers onder invloed van het nationaalsocialisme.

### Ahnenerbe

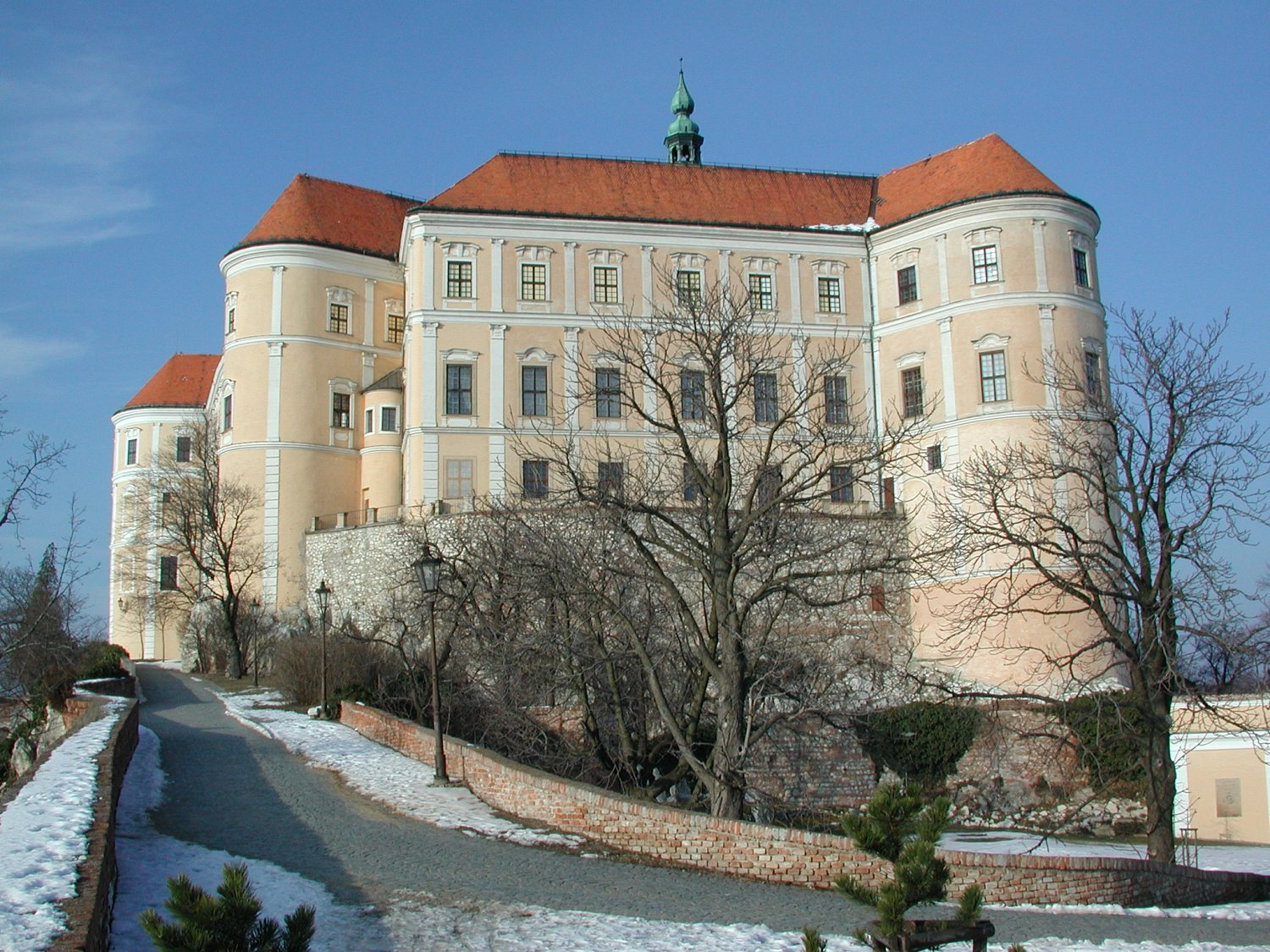
Kasteel Nikolsburg in Mikulov

In 1937 trad hij toe tot de SS-gerelateerde organisatie Ahnenerbe. Hij nam toen de voornaam "Assien" aan, omdat hij meende dat dit een oude Germaanse naam was. Via Ahnenerbe kon hij onderzoek doen binnen het door Duitsland gecontroleerde Europese grondgebied. Bohmers kende Wolfram Sievers, de leider van Ahnenerbe en had ook contact met SS-leider Heinrich Himmler.
In 1937 had Bohmers de leiding over het team van Ahnenerbe dat de opgraving deed in de Weinberggrotten bij het Beierse Mauern. Er werden onder andere ivoren hangers, grafgiften, een mammoetbot en overblijfselen van Neanderthalers en hun speren gevonden. De opgravingen stonden onder persoonlijk toezicht van Heinrich Himmler. Ze waren bedoeld om de nationaalsocialistische rassentheorie van Arische superioriteit wetenschappelijk te rechtvaardigen. Bohmers beweerde, naar wens, dat Duitsland de thuisbasis was van het zogenaamde Arische ras. Door Ahnenerbe werd Bohmers in 1941 benoemd tot archeoloog aan de Rijksuniversiteit Groningen. Hij vestigde zich toen in Buitenpost, waar hij de leider werd van de houtsnijdersclub 'De Ikelbeam'. Dat Bohmers naar Friesland ging, had mogelijk te maken met zijn politieke ambitie om leider te worden van de Gouw Friesland, een toekomstig deel van het Duitse Rijk.
In 1942 werd Bohmers betrokken bij de grote opgravingen in het Tsjechische Dolni Vestonice (Duits: Unterwistenitz). In die tijd woonde Bohmers met zijn twee dochters in het nabijgelegen kasteel Nikolsburg, in het huidige Mikulov. Bohmers had bijzondere aandacht voor de archeologie van Noord-Nederland. In november 1942 stuurde hij twee Friese werknemers, die door amateur-archeoloog Johannes Minnema waren geworven, op weg naar Oost-Friesland. Pieter Mudstra was ook aanwezig, wiens bevindingen leidden tot een belangrijke opgraving uit het Stenen Tijdperk bij Ureterp in februari 1943. Bohmers deed tevens onderzoek naar Friese culturele uitingen, zoals uilenborden. Tijdens de Duitse bezetting van Nederland werkte Bohmers als adviseur voor de SS.

### Biologisch Archeologisch Instituut
Na de bevrijding in 1945 werd Bohmers grondig ondervraagd door de Canadese inlichtingendienst. Bohmers zat negen maanden gevangen, maar werd niet beschuldigd. Later werd hij geoloog en docent in de Oude Steentijd aan het Biologisch Archeologisch Instituut (BAI) van de Rijksuniversiteit Groningen (waar Tjalling Waterbolk in 1954 professor aan en directeur van het archeologisch instituut werd).
In 1961 schonk Bohmers 14 artefacten uit de Steentijd aan het Fries Museum. Illegaal wapenbezit leidde tot een "eervol ontslag op eigen verzoek". Bohmers werd niet direct opgevolgd, waardoor een kennislacune ontstond met betrekking tot de oude steentijd op het BAI. Dit heeft mede bijgedragen aan de latere 'Vermaningaffaire'.

### Vervalsingen
Na een publicatie in mei 1974 door Gerrit Elzinga van het Fries Museum over de vervalsing van de zilverschat van Winsum, werd Bohmers naam opnieuw genoemd. Er werd verondersteld dat Ahnenerbe voor de vervalsing verantwoordelijk zou zijn geweest. Bohmers ontkende alle betrokkenheid bij de zaak. Later onderzoek door A. Carmiggelt wijst uit dat de betrokkenheid van Bohmers hierbij onwaarschijnlijk is
Bohmers wordt door Waterbolk verdacht van betrokkenheid bij de zaak Vermaning. Hij zou het brein achter de vervalsingen zijn geweest, maar hier is nooit bewijs voor geleverd. Ten tijde van het proces tegen Vermaning emigreerde Bohmers naar Zweden. Bohmers heeft nooit ontkend dat hij voor Ahnenerbe werkte, maar hij wilde niets weten over het lidmaatschap van de SS.